# Chapuisia fulva
Chapuisia fulva es un coleóptero de la familia Chrysomelidae. Fue descrita científicamente en 1952 por Bryant.